# Alta valle Scrivia
L'alta valle Scrivia è una vallata dell'Appennino ligure che si sviluppa interamente nella città metropolitana di Genova seguendo il percorso del torrente Scrivia.
Il territorio valligiano comprende nella parte più a nord - e quindi a ridosso dei confini regionali con il Piemonte - i comuni di Torriglia (il cui territorio si estende però anche nella val Trebbia), Montoggio, Casella, Busalla, Ronco Scrivia e Isola del Cantone; la zona più a mezza costa - denominata come media valle Scrivia - comprende i territori di Savignone e Crocefieschi. Valli minori e contigue sono la val Pentemina (nel territorio di Montoggio), la val Brevenna e la val Vobbia, queste ultime nei rispettivi e omonimi comuni (Valbrevenna e Vobbia).

## Geografia fisica

### Territorio
La valle confina nella parte settentrionale con le valli Spinti e Borbera, in provincia di Alessandria; ad est dalla dorsale che dal monte Antola scende fino al passo della Scoffera, e quindi dividendo la valle dello Scrivia dalla val Trebbia; ad ovest con la valle alessandrina del torrente Lemme; a sud con lo spartiacque tirrenico-padano di Colle di Creto-Crocetta d'Orero, presso il passo dei Giovi e oramai in prossimità del capoluogo genovese. Buona parte del territorio valligiano è compreso nei confini del Parco naturale regionale dell'Antola.
Il principale torrente, lo Scrivia, che nasce alle pendici dell'Antola, attraversa la valle per tutta la sua lunghezza per poi "sconfinare" in territorio piemontese dopo Isola del Cantone, proseguire nella provincia alessandrina e quindi immettersi nel fiume Po nella zona del Pavese. Soprattutto nella parte destra dello Scrivia sono consistenti i rii e i torrenti che si immettono nel principale corso d'acqua della valle. Tra questi il Pentemina, il Brevenna, il Vobbia (dove da uno sbarramento del torrente è stato creato il lago artificiale di Vobbietta), il Seminella (che nasce dalle Rocche del Reopasso) e il rio Noci che negli anni venti del Novecento fu scelto come sede dell'omonimo bacino artificiale.
Tra le vette della valle, verso il crinale al confine con l'alessandrino, il monte Antola (1597 m), il monte Buio (1400 m) e il Bric delle Camere (1016 m); sul lato destro della vallata insistono invece le vette del monte Liprando (1122 m), il monte Maggio (978 m), il monte Banca (928 m) e il monte Reale (920 m).

### Flora e fauna
Le principali aree boschive dell'alta valle Scrivia sono dominate da castagneti, anticamente sfruttati dalla popolazione valligiana per il sostentamento alimentare (raccolta di castagne, essiccazione e relata produzione di farina adatta per la preparazione dei primari piatti della cucina casalinga e contadina), ma anche zone con la presenza del carpino nero, di querce, di cerri e di frassino minore; in zone ancora curate dal lavoro dell'uomo è riscontrata la conservazione del nocciolo.
Il lento ma sempre più crescente abbandono delle aree boschive e di pascolo, a favore dello sviluppo e dello stile di vita moderno, ha permesso la formazione di nuove zone arbustive (soprattutto di ginestra e di agrifoglio) che hanno di fatto "invaso" quelle pianure collinari e montane un tempo regolarmente falciate, coltivate e usate per il pascolo di bovini e ovini dalla popolazione contadina locale.
Tra le faggete delle alte praterie trovano spazio fiori e piante come il croco, l'arnica, la genziana maggiore, il narciso selvatico, la nigritella, il botton d'oro, il giglio martagone, orchidee (ad esempio la Dactylorhiza sambucina) e la Tulipa australis, quest'ultima diffusa nella zona del monte Antola e abbastanza rara nel resto della regione ligure. L'abbandono agricolo della valle ha causato inoltre una drastica diminuzione delle specie animali come la lepre, la pernice rossa o il cinghiale anche se nell'ultimo decennio (anni duemila) è stata avviata dagli enti responsabili una nuova fase di ripopolamento faunistica della valle.

## Storia

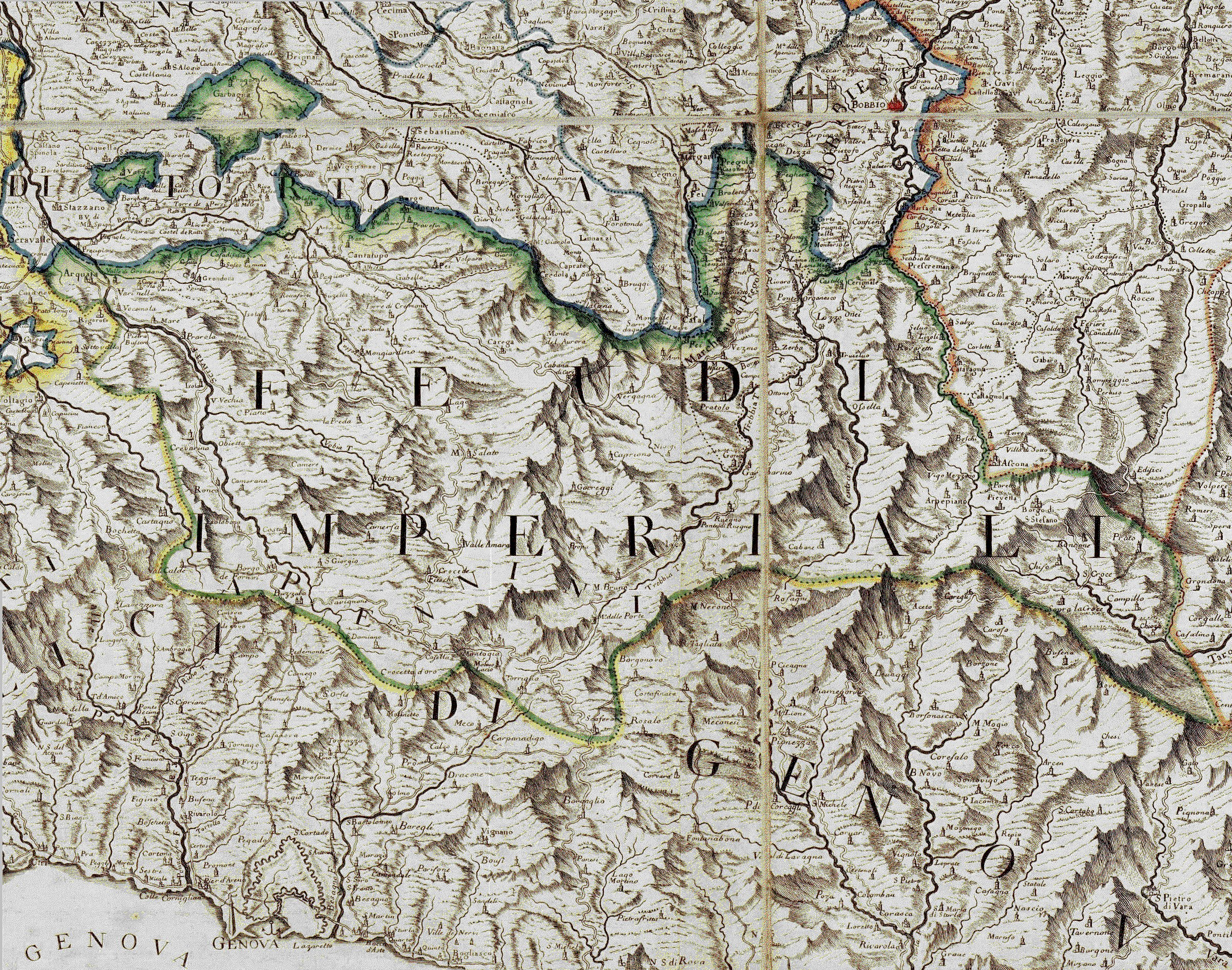
Mappa dei Feudi imperiali ove la valle era compresa

### Dalla preistoria al Regno d'Italia
Il rinvenimento nella zona delle Rocche del Reopasso di alcuni reperti archeologici, conservati presso il museo archeologico di Savignone, hanno permesso agli storici di datare al V millennio a.C. l'effettiva presenza umana nell'alta valle Scrivia, una popolazione del Neolitico prevalentemente dedita alla caccia e che nell'Età del ferro promosse i primi sfruttamenti del territorio ad uso agricolo e abitativo.
Una nota incisa nella celebre Tavola bronzea di Polcevera (datata al 117 a.C.) testimonia e certifica la presenza dei Romani nella valle, della quale restano inoltre diversi resti archeologici scoperti a Isorelle (territorio di Busalla) e a Cian di Pilla a Savignone; ad Isola del Cantone furono invece rinvenute alcune monete di epoca romana lungo un'ipotetica e non ben documentata via di comunicazione imperiale parallela alla Via Postumia.
Fu in epoca medievale che l'alta valle Scrivia conobbe un notevole sviluppo economico e storico legato alle nascenti signorie e dei rispettivi domini feudali. Tra queste furono certamente i Malaspina, i Fieschi, i Doria e gli Spinola le maggiori e le più potenti famiglie nobiliari che si spartirono il territorio valligiano che fu compreso tra i Feudi imperiali del Sacro Romano Impero, talvolta con il benestare della stessa Repubblica di Genova (desiderosa in ogni modo - e quindi arrivando a compromessi con le signorie - di espandere il più possibile il proprio dominio nei territori vicini a Genova) anche se non mancarono nel corso dei secoli episodi bellici o assedi per il controllo o ripristino feudale di quest'importante territorio a cavallo tra Liguria e Piemonte.

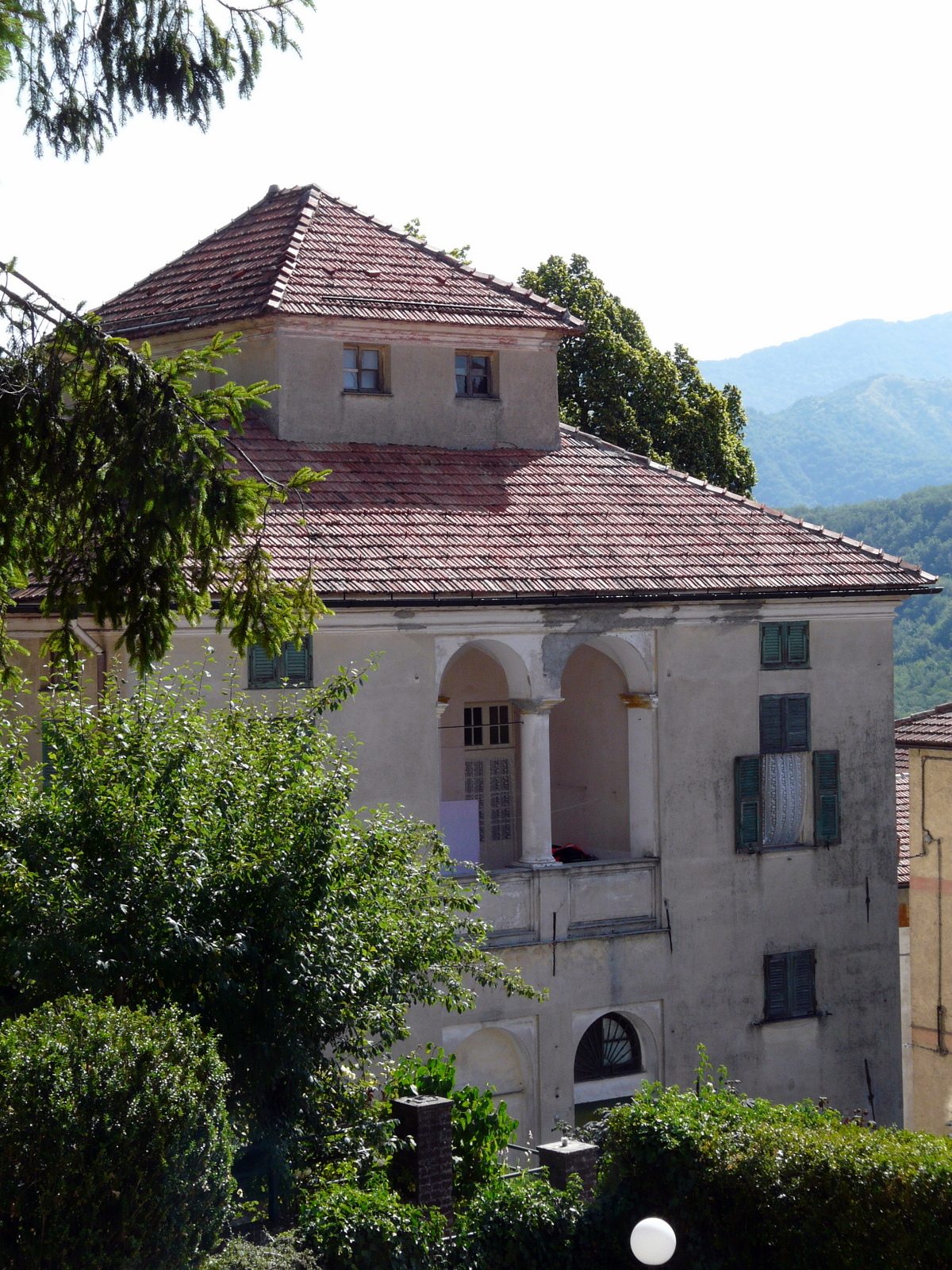
Palazzo Fieschi a Crocefieschi

Ad una prima fase difensiva, cioè che vide nei principali borghi di Busalla, Borgo Fornari, Montoggio, Savignone, Ronco Scrivia e Isola del Cantone la costruzione nel XII secolo di castelli e fortificazioni per l'avvistamento e difesa del feudo, seguì tra il XV e il XVII secolo una fase più "residenziale" sul territorio con l'edificazione non più sulle alture ma nel cuore dei borghi di nuovi palazzi e residenze gentilizie delle principali famiglie valligiane come le dimore dei Fieschi a Savignone, Casella e Crocefieschi o degli Spinola a Pietrabissara.
La presenza delle principali famiglie genovesi portò inoltre ad un arricchimento storico-artistico delle chiese e dei più conosciuti luoghi di culto della valle. Il Cristianesimo giunse in vallata nell'alto medioevo grazie alla diffusione religiosa portata avanti dai monaci benedettini e cistercensi che ben presto fondarono nei secoli successivi monasteri e conventi (presenze a Crocefieschi, Isola del Cantone e Savignone), ai quali si aggiunsero pievi (importanti e storiche le chiese plebane di Borgo Fornari, Casella e Montoggio) e abbazie. Nel Cinquecento, Seicento e Settecento questi luoghi sacri videro la presenza di numerosi artisti, pittori e scultori che già operanti a Genova per opere commissionate da famiglie aristocratiche o confraternite furono chiamati "in valle" nell'opera di abbellimento (per lo più barocco e rococò) o conservazione dei siti religiosi. Tra gli artisti sono segnalate nell'alta valle Scrivia opere di Luca Cambiaso, Domenico Fiasella, Bartolomeo Guidobono e Andrea De Ferrari.
Questa situazione storica feudale rimase pressoché immutata fino agli avvenimenti napoleonici di fine Settecento: caduta la Repubblica di Genova e soppressi i feudi assoggettati all'Impero, pure l'alta valle Scrivia rientrò nei nuovi confini dell'istituita Repubblica Ligure (1797) che a sua volta fu annessa, nel corso del 1805, all'interno del Primo Impero francese di Napoleone Bonaparte. Seguì le vicende del Regno di Sardegna (1815) e del successivo Regno d'Italia (1861).

### Lo sviluppo delle vie di comunicazione

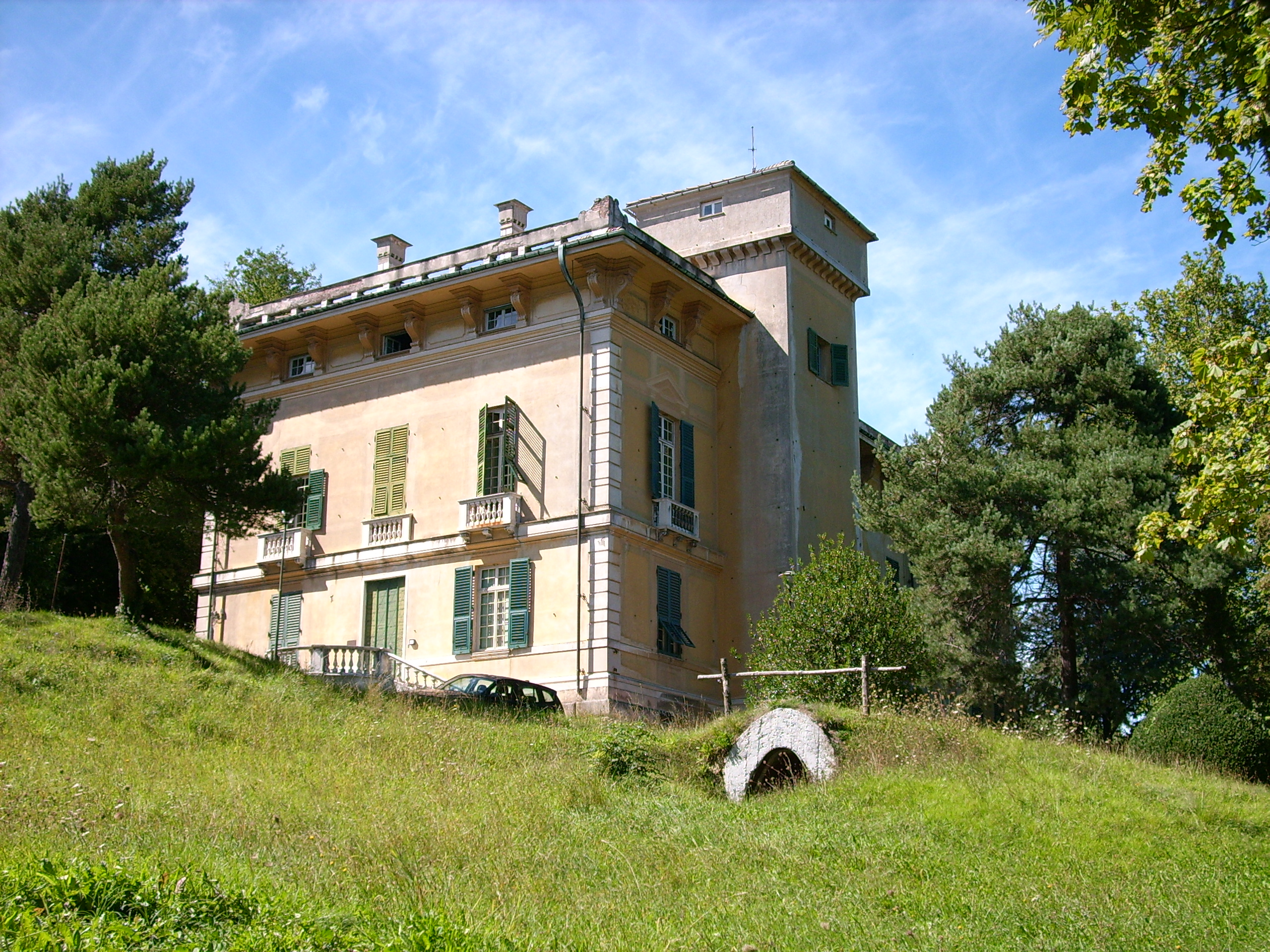
Villa Borzino a Busalla

A dare un impulso allo sviluppo economico e sociale della valle, abbattendo quel naturale fenomeno di isolamento che in passato ha contraddistinto molte valli del genovese e liguri in generale, fu certamente l'ammodernamento nel 1820 della principale via di collegamento stradale: la strada provinciale 35 dei Giovi.
La ferrovia giocò un altro importante ruolo di "rinascita" dell'alta valle Scrivia con la realizzazione tra il 1852 e il 1855 della storica Torino-Genova e della tratta ferroviaria denominata come Succursale dei Giovi, un rapido collegamento tra la Pianura padana e la costa ligure con sosta nelle stazioni e fermate (alcune soppresse) di Pietrabissara, Ronco Scrivia, Borgo Fornari e Busalla. E in tempi più moderni vitale fu la costruzione della "Camionale dei Giovi", l'odierna autostrada A7 Milano-Genova, aperta al traffico veicolare nel 1935 con i caselli di Isola del Cantone, Ronco Scrivia e Busalla.

### Il liberty e la "valle dei genovesi"
Con l'accrescere dello sviluppo e delle vie di collegamento viarie e ferroviarie tra la valle e la costa genovese, nel corso dell'Ottocento e l'inizio del Novecento questo territorio dell'entroterra di Genova fu scelto dall'allora classe emergente borghese quale luogo di villeggiatura estiva ed invernale, se non proprio in alcuni casi residenziale, per molte famiglie genovesi e straniere.
Questo nuovo fenomeno, che interessò anche la vicina alta val Trebbia genovese, portò nei principali luoghi dell'alta valle Scrivia una nuova "rinascita" urbanistica con la costruzione di signorili ville e palazzine in stile genovese alla quale parteciparono innumerevoli architetti e progettisti - tra questi vengono ricordate in vallata le opere di Gino Coppedè - che esaudirono con stili e forme diverse (utilizzando lo stile liberty e Coppedè per la maggiore) le richieste dei vari committenti.
La presenza di seconde case ha permesso inoltre un netto cambiamento della principale attività economica della valle: legata all'agricoltura e alla cultura contadina prima e al turismo vacanziero e di soggiorno poi con la nascita di strutture ricettive e dei servizi alla persona. E non a caso soprattutto nel periodo estivo, così come accade in altri centri della regione, la valle registra un aumento considerevole della popolazione, talvolta duplicando se non di più il numero dei residenti effettivi e stabili dell'alta valle Scrivia.

## Cultura

### Istruzione

#### Musei
Al territorio e alla storia dell'alta valle Scrivia sono dedicati l'ecomuseo di Busalla, la sezione etnologica di Valbrevenna, quella archeologica a Savignone (dove è presente anche il museo degli Alpini) e infine storica a Montoggio; a Crocefieschi è visitabile il museo paleontologico mentre a Isola del Cantone è aperto il Museo Archeologico.

## Infrastrutture e trasporti

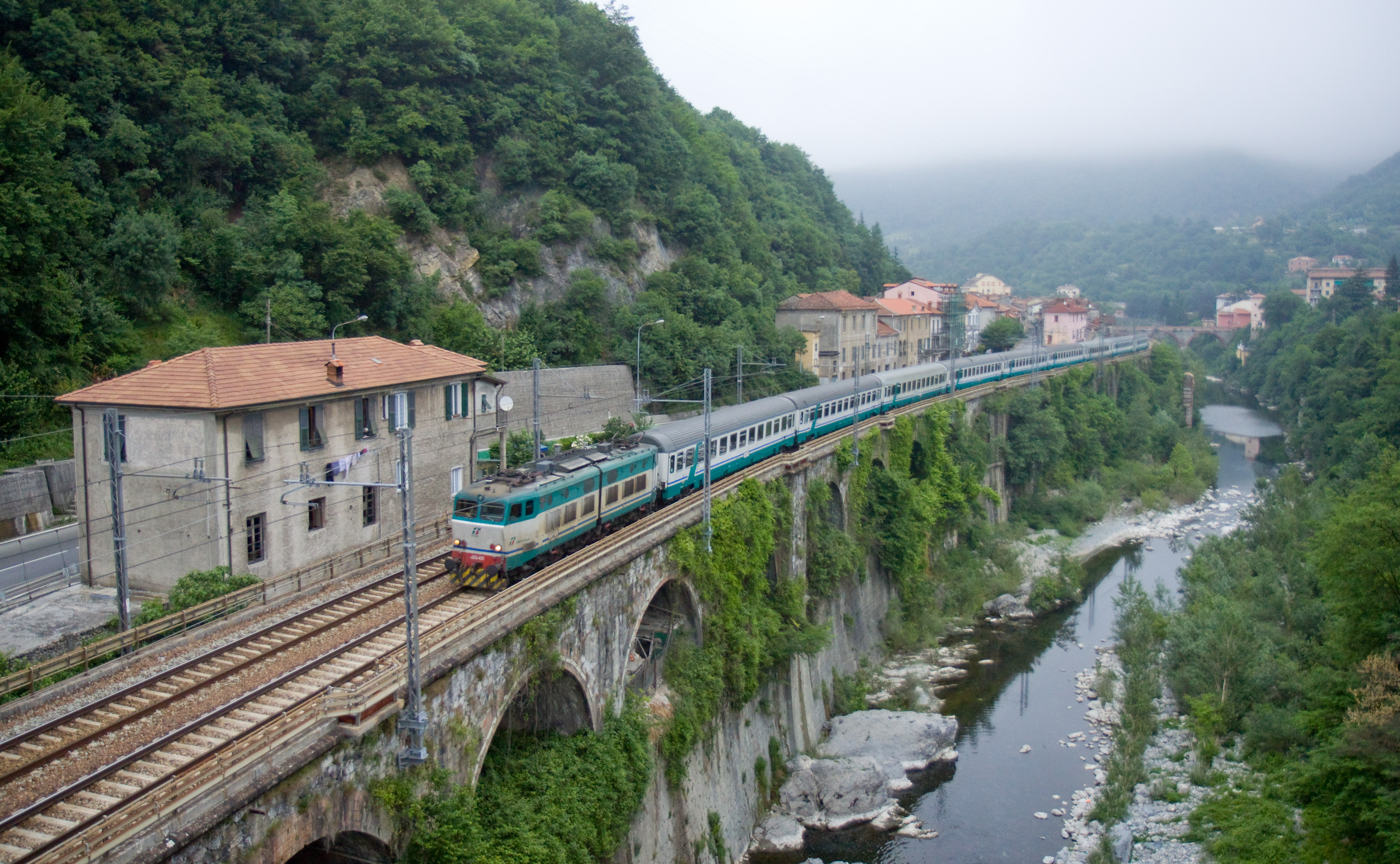
La linea Torino-Genova presso Isola del Cantone

### Strade
La principale arteria stradale dell'alta valle Scrivia è la strada provinciale 226 di Valle Scrivia che dal centro di Busalla, andando verso est, attraversa i centri e territori comunali di Savignone, Casella e Montoggio fino all'innesto di Laccio, nel comune di Torriglia, con la strada statale 45 di Val Trebbia.
Passante dalla cittadina busallese è ancora la strada provinciale 35 dei Giovi che, valicando il passo dei Giovi, collega la val Polcevera all'alta valle Scrivia e quindi proseguendo verso il Piemonte toccando i centri di Ronco Scrivia, Isola del Cantone e sconfinando ad Arquata Scrivia in provincia di Alessandria. Altre strade provinciali collegano le varie località della valle con i territori valligiani adiacenti come l'alta val Trebbia genovese, la val Brevenna, la val Vobbia e le piemontesi val Lemme e val Borbera.
Il territorio è altresì attraversato dall'autostrada A7 con i caselli di Busalla, Ronco Scrivia e Isola del Cantone.

### Ferrovie
Principale tratta ferroviaria è la linea Torino-Genova che nel 1853 vide la conclusione e il collegamento stabile tra Arquata Scrivia, Busalla e Genova. Nel 1889 e ancora nel 1922 (raddoppio) fu invece aperta al traffico ferroviario la Succursale dei Giovi tra Arquata Scrivia e Ronco Scrivia.
Nel 1929 fu aperta la locale linea ferroviaria a scartamento ridotto Genova-Casella.